# Franck Dubosc
Franck Dubosc (Le Petit-Quevilly, 7 de noviembre de 1963) es un actor y comediante francés.

## Biografía
Nacido en Le Petit-Quevilly en 1963, Dubosc inició su carrera a mediados de la década de 1980, en la película À nous les garçons de Michael Lang. Tras algunos papeles menores, el 1987 interpretó el papel de Patric Podevin en el seriado británico Coronation Street.
En la década de 1990 inició una carrera como comediante de stand-up, alternando apariciones en cine y televisión en su país. Más recientemente apareció en el seriado Call My Agent! (2020) y protagonizó la película de aventuras Perro y gata (2024), dirigida por Reem Kherici.

## Filmografía

### Cine y televisión
| Año  | Título                                          | Papel                  | Director(a)                          | Notas      |
| ---- | ----------------------------------------------- | ---------------------- | ------------------------------------ | ---------- |
| 1985 | À nous les garçons                              | Cyril                  | Michel Lang                          |            |
| 1986 | Justice de flic                                 | Hervé                  | Michel Gérard                        |            |
| 1986 | Les gémeaux                                     | Philippe               | Philippe Sisbane                     | Corto      |
| 1986 | Félicien Grevèche                               |                        | Michel Wyn                           | Miniserie  |
| 1987 | Coronation Street                               | Patric Podevin         | Ron Francis                          | 1 episodio |
| 1990 | Des yeux couleur du temps                       | Francis                | Philippe Sisbane                     | Corto      |
| 1991 | De l'autre côté du parc                         |                        | Philippe Sisbane                     | Corto      |
| 1991 | Bergerac                                        | Gerard Cossec          | Tony Dow                             | 1 episodio |
| 1993 | Les yeux de Cécile                              |                        | Jean-Pierre Denis                    | Telefilme  |
| 1993 | La tête en l'air                                | Olivier                | Marlène Bertin                       | 1 episodio |
| 1994 | Honorin et l'enfant prodigue                    | Frédéric               | Jean Chapot                          | Telefilme  |
| 1994 | Highlander: The Series                          | Michel de Bourgogne    | Peter Ellis                          | 1 episodio |
| 1995 | Les Cinq Dernières Minutes                      |                        | Jean-Louis Lorenzi                   | 1 episodio |
| 1997 | Sans cérémonie                                  | Adrien Chailly         | Michel Lang                          | Telefilme  |
| 1997 | Le serre aux truffes                            | Paul                   | Jacques Audoir                       | Telefilme  |
| 1998 | Le clone                                        | Bernard                | Fabio Conversi                       |            |
| 1998 | Charité biz'ness                                |                        | Thierry Barthes & Pierre Jamin       |            |
| 1999 | Les parasites                                   | Franck                 | Philippe de Chauveron                |            |
| 1999 | Trafic d'influence                              | Fabien                 | Dominique Farrugia                   |            |
| 1999 | Recto/Verso                                     | Jérémy                 | Jean-Marc Longval                    |            |
| 1999 | L'homme de ma vie                               | Shy Man                | Stéphane Kurc                        |            |
| 1999 | Des amis de 20 ans                              |                        | Franck Tapiro                        | Corto      |
| 2000 | Elie annonce Semoun                             | Varios                 | Élie Semoun                          | Telefilme  |
| 2000 | Nos jolies colonies de vacances                 | Philippe               | Stéphane Kurc                        | Telefilme  |
| 2003 | Elie annonce Semoun, la suite...                | Varios                 | Élie Semoun                          | Telefilme  |
| 2004 | Au secours, j'ai 30 ans!                        | Léo Melvil             | Marie-Anne Chazel                    |            |
| 2005 | Iznogoud                                        |                        | Patrick Braoudé                      |            |
| 2005 | La famille Zappon                               | Oliver Duchenne        | Amar Arhab & Fabrice Michelin        | Telefilme  |
| 2005 | L'homme qui voulait passer à la télé            |                        | Amar Arhab & Fabrice Michelin        | Telefilme  |
| 2006 | Camping                                         | Patrick Chirac         | Fabien Onteniente                    |            |
| 2007 | Elie annonce Semoun, la suite de la suite       | Varios                 | Élie Semoun                          | Telefilme  |
| 2008 | Disco                                           | Didier Travolta        | Fabien Onteniente                    |            |
| 2008 | Asterix at the Olympic Games                    | Cacofonix              | Frédéric Forestier & Thomas Langmann |            |
| 2009 | Incognito                                       | Francis                | Éric Lavaine                         |            |
| 2009 | Cinéman                                         | Régis Deloux           | Yann Moix                            |            |
| 2010 | Camping 2                                       | Patrick Chirac         | Fabien Onteniente                    |            |
| 2011 | Le marquis                                      | Thomas Gardesse        | Dominique Farrugia                   |            |
| 2011 | Bienvenue à bord                                | Rémy Pasquier          | Éric Lavaine                         |            |
| 2012 | Les seigneurs                                   | David Léandri          | Olivier Dahan                        |            |
| 2012 | 10 jours en or                                  | Marc Bajau             | Nicolas Brossette                    |            |
| 2012 | Plan de table                                   | Pierre                 | Christelle Raynal                    |            |
| 2012 | A Turtle's Tale 2: Sammy's Escape from Paradise | Sammy                  | Vincent Kesteloot & Ben Stassen      |            |
| 2013 | Boule & Bill                                    | Papa Boule             | Alexandre Charlot & Franck Magnier   |            |
| 2014 | Barbecue                                        | Baptiste               | Éric Lavaine                         |            |
| 2014 | Fiston                                          | Antoine Chamoine       | Pascal Bourdiaux                     |            |
| 2014 | SMS                                             | Vincent                | Gabriel Julien-Laferrière            |            |
| 2015 | Bis                                             | Eric Drigeard          | Dominique Farrugia                   |            |
| 2015 | French Cuisine                                  | François               | Florent Siri                         |            |
| 2015 | Peplum                                          | Zéphyros               | Philippe Lefebvre                    | 1 episodio |
| 2016 | Les Visiteurs: La Révolution                    | Gonzague de Montmirail | Jean-Marie Poiré                     |            |
| 2016 | Camping 3                                       | Patrick Chirac         | Fabien Onteniente                    |            |
| 2016 | Les têtes de l'emploi                           | Stéphane Martel        | Alexandre Charlot & Franck Magnier   |            |
| 2016 | Finding Dory                                    | Marlin                 | Andrew Stanton                       |            |
| 2016 | Les Beaux Malaises                              | Él mismo               | Éric Lavaine                         | Miniserie  |
| 2017 | L'embarras du choix                             | Pastor                 | Éric Lavaine                         |            |
| 2017 | Boule & Bill 2                                  | Papa Boule             | Pascal Bourdiaux                     |            |
| 2018 | Rolling to You                                  | Jocelyn                | Franck Dubosc                        |            |
| 2019 | All Inclusive                                   | Jean-Paul Cisse        | Fabien Onteniente                    |            |
| 2020 | Call My Agent!                                  | Él mismo               | Antoine Garceau                      |            |
| 2024 | Perro y gata                                    | Jack                   | Reem Kherici                         |            |
| 2024 | Los hombres lobo                                | Jérôme Vassier         | François Uzan                        |            |